# David Cameron
David William Donald (Dave) Cameron, Baron Cameron van Chipping Norton (Londen, (Groot-Londen), 9 oktober 1966) is een Brits lid van de Conservative Party. Hij was premier van het Verenigd Koninkrijk van 11 mei 2010 tot 13 juli 2016 en partijleider van de Conservative Party van 6 december 2005 tot 11 juli 2016. Cameron was minister van Buitenlandse Zaken in het kabinet-Sunak van 13 november 2023 tot en met 5 juli 2024 en oppositieleider in het Lagerhuis van 2005 tot 2010. Hij was lid van het Lagerhuis voor Witney van 2001 tot in 2016.

## Levensloop
Cameron werd geboren als zoon van een beurshandelaar. Hij is een afstammeling van Willem IV, koning van het Verenigd Koninkrijk en een oom van koningin Victoria, via een buitenechtelijk kind bij diens minnares Dorothea Jordan.
Cameron groeide op in het graafschap Berkshire en kreeg onderwijs aan Eton College, een prestigieuze jongensschool. Hij studeerde Philosophy, Politics, and Economics aan de Universiteit van Oxford en was er lid van de Bullingdon Club, waar ook Radosław Sikorski en Boris Johnson lid van waren. Vervolgens ging hij aan de slag als onderzoeker bij de Conservatieve Partij. In de jaren 90 was hij onder premier John Major medewerker van minister van Financiën Norman Lamont, en daarna van minister van Binnenlandse Zaken Michael Howard, alvorens hij enkele jaren ging werken voor het mediabedrijf Carlton Communications.
Na een mislukte poging in 1997, deed Cameron in 2001 succesvol mee aan de parlementsverkiezingen. Hij werd gekozen in het House of Commons, het Britse lagerhuis, als afgevaardigde (Member of Parliament) voor Witney in Oxfordshire. Al snel groeide hij uit tot een van de kopstukken van de partij. Op 6 december 2005 volgde hij Howard op als partijvoorzitter van de Conservatives.
Bij de parlementsverkiezingen van 2010 behaalden de Conservatieven onder leiding van Cameron het beste verkiezingsresultaat sinds 1992 (de laatste keer dat de partij had gewonnen). Zij behaalden 306 zetels, maar kwamen daarmee 20 zetels tekort voor een absolute meerderheid, waardoor voor het eerst sinds 1974 geen enkele partij over een meerderheid in het Britse parlement beschikte. Met het doel een meerderheidscoalitie te vormen opende Cameron onderhandelingen met de leider van de Liberal Democrats, Nick Clegg. Op 11 mei werden de onderhandelingen afgerond en bood premier Gordon Brown zijn ontslag aan. Koningin Elizabeth II vroeg Cameron dezelfde dag nog om als de nieuwe premier naar voren te treden en kort daarna werd Cameron benoemd tot minister-president. De coalitieregering met de Liberal Democrats van Clegg werd in korte tijd geformeerd.
Bij de Lagerhuisverkiezingen van 7 mei 2015 haalden de Conservatives een absolute meerderheid aan zetels. Zodoende kon Camerons partij weer zonder coalitiepartner regeren. Ook dit kabinet werd binnen enkele dagen geformeerd. Cameron beloofde onder meer dat er vóór het eind van 2017 een referendum over het EU-lidmaatschap van het Verenigd Koninkrijk zou worden gehouden. Dat referendum kwam er inderdaad op 23 juni 2016 en werd gewonnen door de voorstanders van een vertrek uit de EU. Een dag later, enkele uren nadat de uitslag van het referendum bekendgemaakt werd, deelde Cameron mee dat hij uiterlijk oktober zou aftreden als premier en partijleider, wachtend op de uitslag van de verkiezingen voor het partijleiderschap. Nadat Theresa May al op 11 juli dat jaar bevestigd werd als de nieuwe partijleider, diende Cameron twee dagen later zijn ontslag in. Hij werd nog dezelfde dag opgevolgd door May.

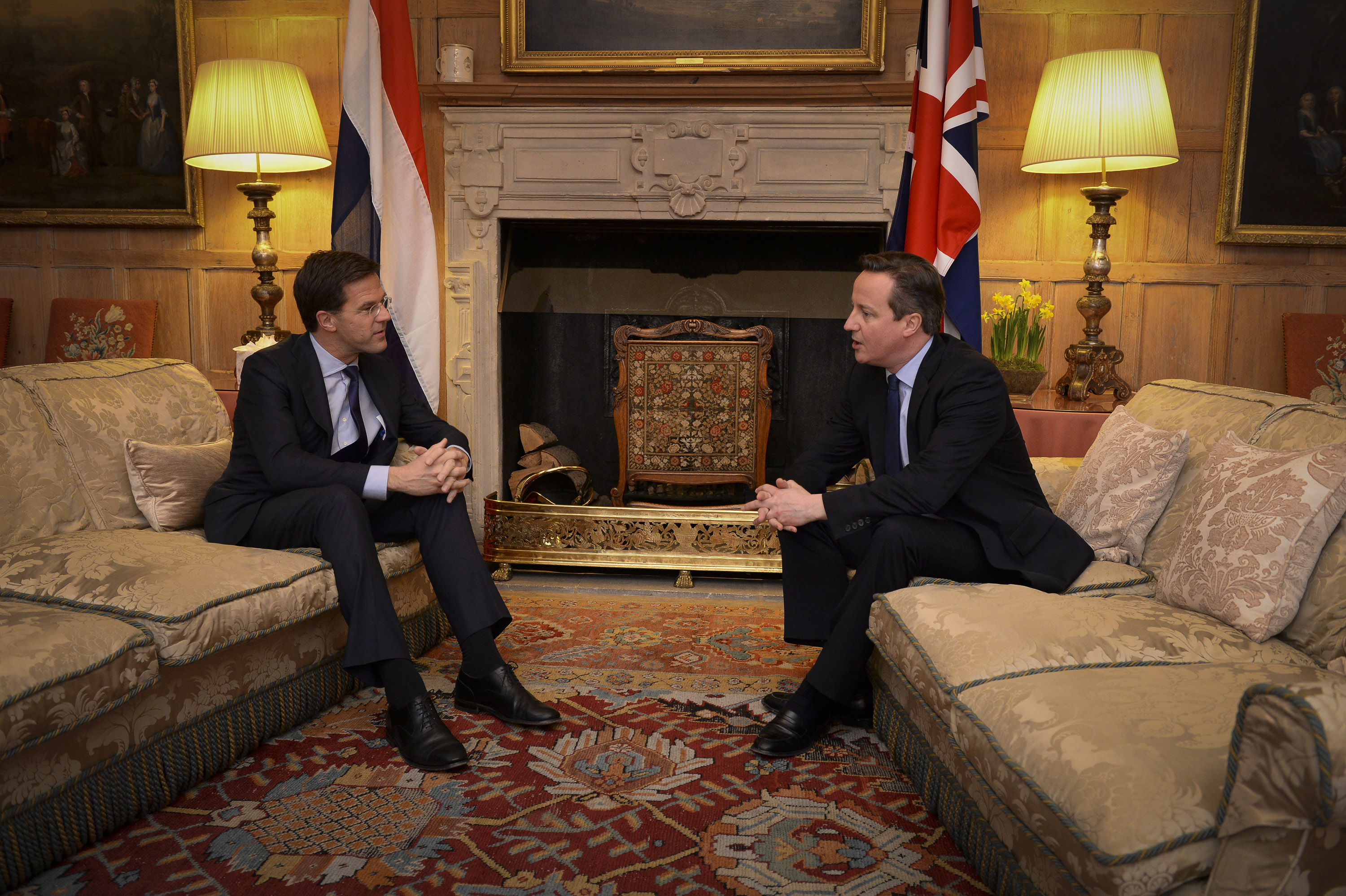
Cameron in gesprek met de Nederlandse minister-president Mark Rutte in 2014.

Op 12 september 2016 maakte Cameron bekend met onmiddellijke ingang te stoppen als parlementslid, hoewel hij bij zijn aftreden als premier nog had verklaard tot de volgende verkiezingen in 2020 aan te zullen blijven. Naar eigen zeggen had hij hiertoe besloten om zijn opvolgster niet voor de voeten te lopen. Als backbencher was hij in de zomer van 2016 maar één keer in het Lagerhuis aanwezig geweest. Twee dagen na zijn aftreden als Lagerhuislid kwam een rapport uit van een parlementaire commissie die het Britse beleid inzake de opstand in Libië van 2011 had onderzocht. Hierin werd Camerons besluit tot militaire interventie, die door ondoordachtheid en gebrekkige communicatie zou hebben bijgedragen tot het ontstaan van de Tweede Libische Burgeroorlog, krachtig veroordeeld. Cameron zelf had geweigerd vragen van de commissie te beantwoorden.
Op 13 november 2023 benoemde premier Rishi Sunak hem tot minister van Buitenlandse Zaken (foreign secretary). Omdat in het Britse politieke systeem een minister deel moet uitmaken van de volksvertegenwoordiging, werd Cameron door koning Charles III in de adelstand verheven, zodat hij zitting kon nemen in het Hogerhuis. Cameron kreeg de titel van baron. Bij de Lagerhuisverkiezingen van 4 juli 2024 verloor de Conservatieve Partij haar meerderheid aan Labour, waarop het kabinet-Sunak aftrad. Daarmee eindigde ook het ministerschap van Cameron.

## Politieke filosofie
Cameron is een conservatief, maar gebruikt de term compassionate conservatism. Velen zien Cameron als een centrumfiguur, die op sommige momenten, zoals bij klimaatproblematiek, zelfs als centrumlinks te beschouwen is. Anderen houden hem bij centrumrechts.
Hij werd nogal onverwacht politiek leider van zijn partij. Zijn belangrijkste tegenstander was David Davis. Het grootste verschil tussen beiden was vooral hun imago maar ook hun sociale en fiscale positie; terwijl Cameron tegen een te sterke belastingverlaging was en voor gelijke rechten voor koppels van hetzelfde geslacht, hield Davis er een meer thatcheriaans conservatisme op na.

## Beweging voor Europese Hervorming
Nadat Roger Helmer (in 2005) en Daniel Hannan (in 2008), twee Tory-verkozenen in het Europees Parlement, uit de fractie van de Europese Volkspartij gezet werden wegens hun eurosceptische uitlatingen – ook al verdedigden zij daarmee de officiële standpunten van de Conservative Party – besloot Cameron om vanaf 2009 alle Tory-verkozenen in een andere Europese fractie onder te brengen.

## Naamgenoten
- David Cameron 1969, dartspeler
- David Cameron 1933-2012, van 1962 tot 1976 getrouwd met Hildegard Knef